# BG-TURK
Bulgarian-Turkish News Agency (BG-TÜRK) est une agence de presse privée bulgare publiant en langue turque, des informations en ligne sur la Bulgarie.
Lancé en mars 2003, le site de l’agence est visité quotidiennement par plus de mille lecteurs originaires principalement de la Turquie, de la Bulgarie et d’autres pays de l’Union européenne.
BG-TÜRK propose des informations et des synthèses de la presse bulgare en turc mais aussi un forum réservé à ses membres inscrits.
Quelques-uns des principaux journaux et sites d’actualité de Bulgarie utilisent BG-TÜRK comme source d’information.